# Wiluit
Wiluit ist ein selten vorkommendes Mineral aus der Mineralklasse der „Silicate und Germanate“. Es kristallisiert im tetragonalen Kristallsystem mit der chemischen Zusammensetzung Ca19(Al,Mg,Fe,Ti)13B< 3[(O,OH)10|(SiO4)10|(Si2O7)4] und bildet meist gut entwickelte, tetragonal-dipyramidale Kristalle von dunkelgrüner, grünlichbrauner oder schwarzer Farbe.

## Etymologie und Geschichte
Erstmals entdeckt wurde das Mineral am sibirischen Fluss Wiljui (Russland) und nach dieser Typlokalität benannt.
Erste Beschreibungen existieren bereits durch aus dem Jahre 1802. Im „Lehrbuch der Oryktognosie“ von Johann Reinhold Blum von 1833 wird er als grüner Granat und Abart des Grossular mit spargel-, berg-, gras-, oliven-, lauch-, pistaziengrüner oder grüngrauer bis leberbrauner Farbe beschrieben. Grossular existiert jedoch ebenfalls an der Typlokalität, weswegen die zwei Minerale vermutlich durcheinandergebracht worden sind.
Nach neuerlicher Untersuchung durch L.A. Groat, F.C. Hawthorne, T.S. Ercit und J.D. Grice 1998 wurde das Mineral durch die International Mineralogical Association (IMA) als eigenständiges Mineral anerkannt.

## Klassifikation
In der veralteten 8. Auflage der Mineralsystematik nach Strunz war der Wiluit noch nicht aufgeführt.
In der zuletzt 2018 überarbeiteten Lapis-Systematik nach Stefan Weiß, die formal auf der alten Systematik von Karl Hugo Strunz in der 8. Auflage basiert, erhielt das Mineral die System- und Mineralnummer VIII/C.26-020. Dies entspricht der Klasse der „Silikate“ und dort der Abteilung „Gruppensilikate“, wo Wiluit zusammen mit Alumovesuvianit, Cyprin, Fluorvesuvianit, Magnesiovesuvianit, Manganvesuvianit und Vesuvianit eine unbenannte Gruppe mit der Systemnummer VIII/C.26 bildet.
Die von der International Mineralogical Association (IMA) zuletzt 2009 aktualisierte 9. Auflage der Strunz’schen Mineralsystematik ordnet den Wiluit in die Klasse der „Silikate und Germanate“ und dort in die Abteilung „Gruppensilikate (Sorosilikate)“ ein. Hier ist das Mineral in der Unterabteilung „Gruppensilikate mit gemischten SiO4- und Si2O7-Gruppen; Kationen in oktaedrischer [6]er- und größerer Koordination“ zu finden, wo es zusammen mit Fluorvesuvianit, Manganvesuvianit und Vesuvianit die „Vesuvianitgruppe“ mit der Systemnummer 9.BG.35 bildet.
In der vorwiegend im englischen Sprachraum gebräuchlichen Systematik der Minerale nach Dana hat Wiluit die System- und Mineralnummer 58.02.04.02. Das entspricht der Klasse der „Silikate“ und dort der Abteilung „Gruppensilikate: Insulare, gemischte, einzelne und größere Tetraedergruppen“. Hier findet er sich innerhalb der Unterabteilung „Gruppensilikate: Insulare, gemischte, einzelne und größere Tetraedergruppen mit Kationen in [6] und höherer Koordination; Einzel- und Doppelgruppen (n=1,2)“ in der „Vesuvianitgruppe“, in der auch Vesuvianit, Macfallit, Fluorvesuvianit und Manganvesuvianit eingeordnet sind.

## Bildung und Fundorte
Gefunden wurde Wiluit zusammen mit Grossular und Mineralen der Serpentingruppe in serpentinisierten Skarnen.
Bisher konnte das Mineral neben seiner Typlokalität Wiljui noch an drei weiteren Fundorten (Stand: 2009) nachgewiesen werden: Im italienischen Gebiet Ariccia, bei Gatineau in Kanada, sowie in der „Bill Waley Mine“ im Drum Valley (Tulare County) in den USA.

## Kristallstruktur
Wiluit kristallisiert isostrukturell mit Vesuvianit im tetragonalen Kristallsystem in der Raumgruppe P4/nnc (Raumgruppen-Nr. 126) mit den Gitterparametern a = 15,716 Å und c = 11,704 Å sowie zwei Formeleinheiten pro Elementarzelle.